# 雪山飛狐 (電視劇)
以《雪山飛狐》为名称的電視劇系列，皆為香港武侠小说作家金庸的两部书《雪山飛狐》及《飛狐外傳》之合成劇集，劇名仍作《雪山飛狐》。
- 1978年，香港佳視，監製蕭笙，衞子雲飾胡斐/胡一刀，米雪飾袁紫衣,文雪兒飾程靈素,李通明飾苗若蘭，白彪飾苗人鳳，羅樂林飾田歸農，伍衛國飾福康安/陳家洛，馬海倫飾胡一刀夫人，甘婉霞飾馬春花，陳琬筠飾南蘭。

- 1985年，香港無線，監製王天林，呂良偉飾胡斐/胡一刀，曾華倩飾苗若蘭，謝賢飾苗人鳳，曾江飾田歸農，戚美珍飾(胡一刀夫人)魏映雪，陳秀珠飾南蘭，周秀蘭飾袁紫衣，景黛音飾程靈素，趙雅芝飾馬春花，黃允材飾福康安/陳家洛，龍天生飾平阿四，許紹雄飾閻基，朱小寶飾田青文，石堅飾商劍鳴，羅蘭飾商老太，關禮傑飾商寶震，楊澤霖飾鳳天南，張英才飾無嗔，駱應鈞飾石萬嗔，鮑方飾杜希孟，藍天飾馬行空，劉江飾李自成。

- 1991年，台灣台視，40集，孟飛飾胡斐/胡一刀，王路遙飾苗若蘭，龔慈恩飾程靈素/(胡一刀夫人)冰雪兒，慕思成飾苗人鳳/苗衛士，湯鎮宗飾田歸農/田衛士，伍宇娟飾袁紫衣/袁銀姑，袁嘉佩飾南蘭，關勇飾平阿四，呂瑩盈飾馬春花，林煒飾福康安/陳家洛，張紹濱飾趙半山，韓烽飾駱冰，趙貴飾無塵道長，李杰飾李自成，楊玄飾「飛天狐狸」胡衛士/慕容景岳，付克禮飾范幫主/范衛士，梁佩玉飾田青文，秦迎春飾薛鹊，玉尚飾商寶震，于雲鶴飾曹雲奇，吳江波飾陶子安，高振鵬飾無嗔，馬靜圓飾石萬嗔，穆懷偉飾吳三桂。

- 1999年，香港無線，監製李添勝，陳錦鴻飾胡斐，佘詩曼飾苗若蘭，黃日華飾胡一刀，尹揚明飾苗人鳳，張兆輝飾田歸農，邵美琪飾(胡一刀夫人)郎劍秋，滕麗明飾(袁紫衣+馬春花+田青文-合成新角)聂桑青，魏駿傑飾福康安/陳家洛，劉曉彤飾幺一一（代替程靈素﹞，廖啟智飾平阿四，秦煌飾趙半山，鄺佐輝飾文泰來，馮曉文飾駱冰，梁思浩飾心硯，劉江飾閻基，容錦昌飾商寶震，陳安瑩飾商老太，鮑方飾無嗔，劉家輝飾石萬嗔，駱應鈞飾李自成。

- 2007年，慈文傳媒集團股份有限公司，40集，監製王晶，總導演劉偉強，聶遠飾胡斐，黃秋生飾胡一刀，安以軒飾苗若蘭，方中信飾苗人鳳，譚耀文飾田歸農，呂一飾南蘭，張彤飾胡一刀夫人，朱茵飾袁紫衣，鍾欣桐飾程靈素，高虎飾平阿四，任袁媛飾馬春花，吳慶哲飾福康安，桑衛淋飾文泰來，陳佳佳飾薛鹊。